# Oopeltidae
Oopeltidae is een familie van weekdieren uit de klasse van de Gastropoda (slakken).

## Taxonomie
De volgende taxa zijn bij de familie ingedeeld:
- Onderfamilie Oopeltinae Cockerell, 1891
  - Geslacht Oopelta Mörch, 1867[3]
    - Oopelta aterrima (Gray, 1855)
      - = Arion aterrimus Gray, 1855[4]

    - Oopelta capensis Pollonera, 1909[5]
    - Oopelta flavescens Collinge, 1900[6]
    - Oopelta granulosa Collinge, 1900[6]
    - Oopelta minor Pollonera, 1909[5]
    - Oopelta nigropunctata Mörch, 1867[3]
    - Oopelta polypunctata Collinge, 1901[7]

  - Geslacht Helmanita Schileyko, 2007
    - Helmanita polypunctata Collinge, 1901
- Onderfamilie Ariopeltinae Sirgel, 1985[8]
  - Geslacht Ariopelta Sirgel, 1985
    - Ariopelta capensis (Krauss, 1848)[9]
    - Ariopelta variegata Sirgel, 2012[10]

  - Geslacht Ariostrialis Sirgel, 1985
    - Ariostralis nebulosa Sirgel, 1985